# 韩一洲
韩一洲（1997年2月7日—），中国北京人，围棋职业八段棋手。他2010年入段，2017年12月升为七段，2019年3月升为八段。他是2017年全国围棋个人赛男子组冠军。
韩一洲曾获得2011年国家围棋少年队选拔赛第二名，2012年起代表中信北京队参加围甲联赛。他也曾是清华附中的学生。